# 츠츠이 마리코
츠츠이 마리코(일본어: 筒井真理子 쓰쓰이 마리코[*], 1960년 10월 13일 ~ )는 일본의 배우이다.

## 출연작

### 드라마
- 《그와 그녀의 사정》 (1994년)

### 영화
- 《파문》 (2023년) - 스도 요리코 역